# Lunawada
Lunawada là một thành phố và khu đô thị của quận Panch Mahals thuộc bang Gujarat, Ấn Độ.

## Nhân khẩu
Theo điều tra dân số năm 2001 của Ấn Độ, Lunawada có dân số 33.381 người. Phái nam chiếm 52% tổng số dân và phái nữ chiếm 48%. Lunawada có tỷ lệ 76% biết đọc biết viết, cao hơn tỷ lệ trung bình toàn quốc là 59,5%: tỷ lệ cho phái nam là 82%, và tỷ lệ cho phái nữ là 70%. Tại Lunawada, 12% dân số nhỏ hơn 6 tuổi.